# بسیرو دیومای فای
بسیرو دیومای فای (فرانسوی: Bassirou Diomaye Faye‎) (زاده ۲۵ مارس ۱۹۸۰)، که با نام دیومای نیز شناخته می‌شود، یک سیاستمدار سنگالی و بازرس مالیاتی سابق است که رئیس‌جمهور منتخب سنگال شد. او دبیرکل حزب PASTEF است و در انتخابات ریاست‌جمهوری سنگال (۲۰۲۴) به جای نامزد رد صلاحیت شده عثمان سونکو برنده شد.